# Stachel-Flachköpfe
Die Stachel-Flachköpfe (Hoplichthys), auch Geisterflachkopffische genannt, sind eine Gattung von Meeresfischen aus der Ordnung der Barschartigen (Perciformes).

## Merkmale
Stachel-Flachköpfe haben einen 7 bis 43 Zentimeter langen Körper. Er ist langgestreckt und extrem abgeflacht. Ihr mit Stacheln und knöchernen Graten versehener Kopf ist flach und sehr breit. Mit Ausnahme einer Reihe stachliger Schuppen entlang der Seitenlinie haben die Fische keine Schuppen. Entlang der Körperseiten zieht sich je eine Reihe Stacheln. Die erste hartstrahlige Rückenflosse ist kurz, die zweite weichstrahlige und die Afterflosse sehr lang. Die Afterflosse hat keine Hartstrahlen, die der Rückenflosse sind dünn. Die ersten drei bis vier Strahlen der Bauchflossen stehen frei. Die Kiemenöffnungen sind groß.
Stachel-Flachköpfe leben im Indopazifik  in Tiefen von zehn bis 1500 Metern auf dem Meeresgrund.

## Gattungen und Arten
Es gibt 15 Arten:

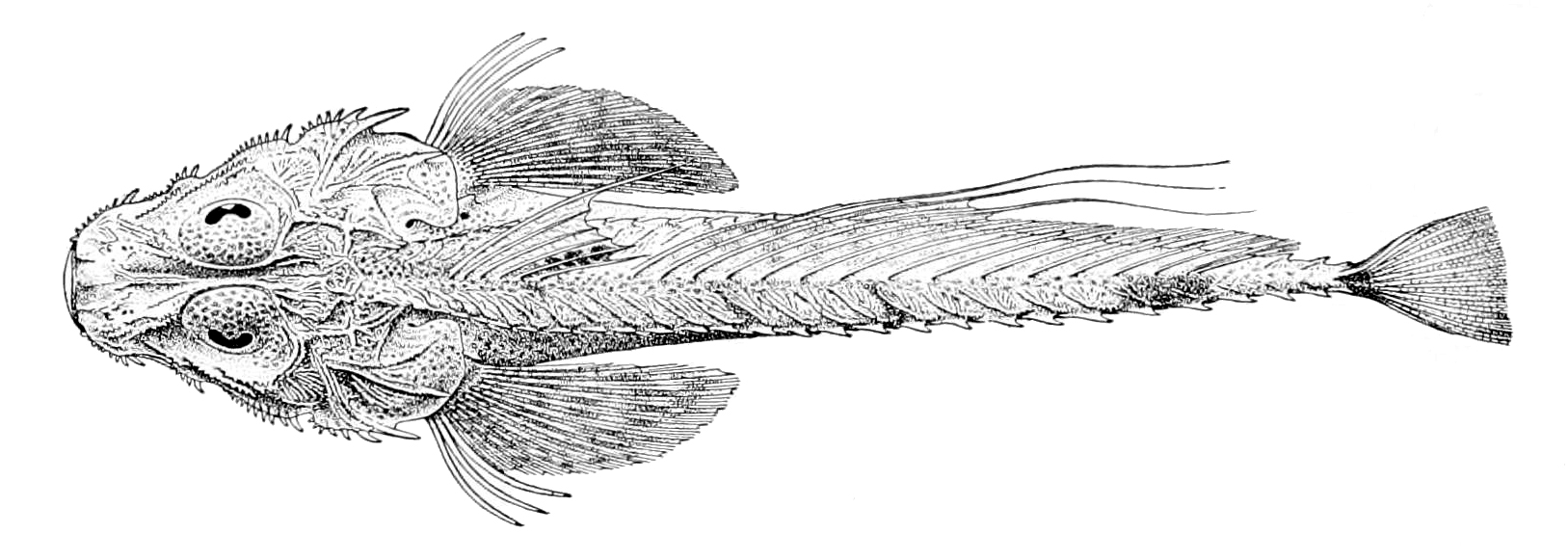
Hoplichthys citrinus

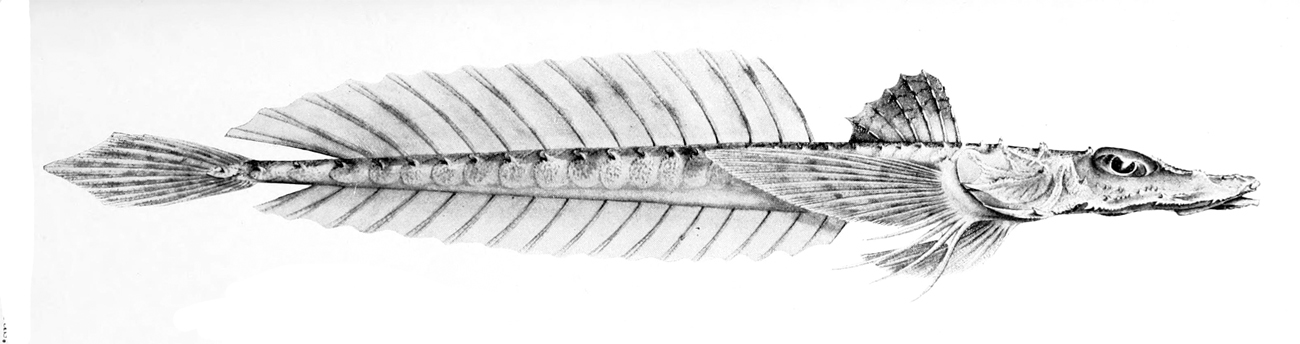
Hoplichthys ogilbyi

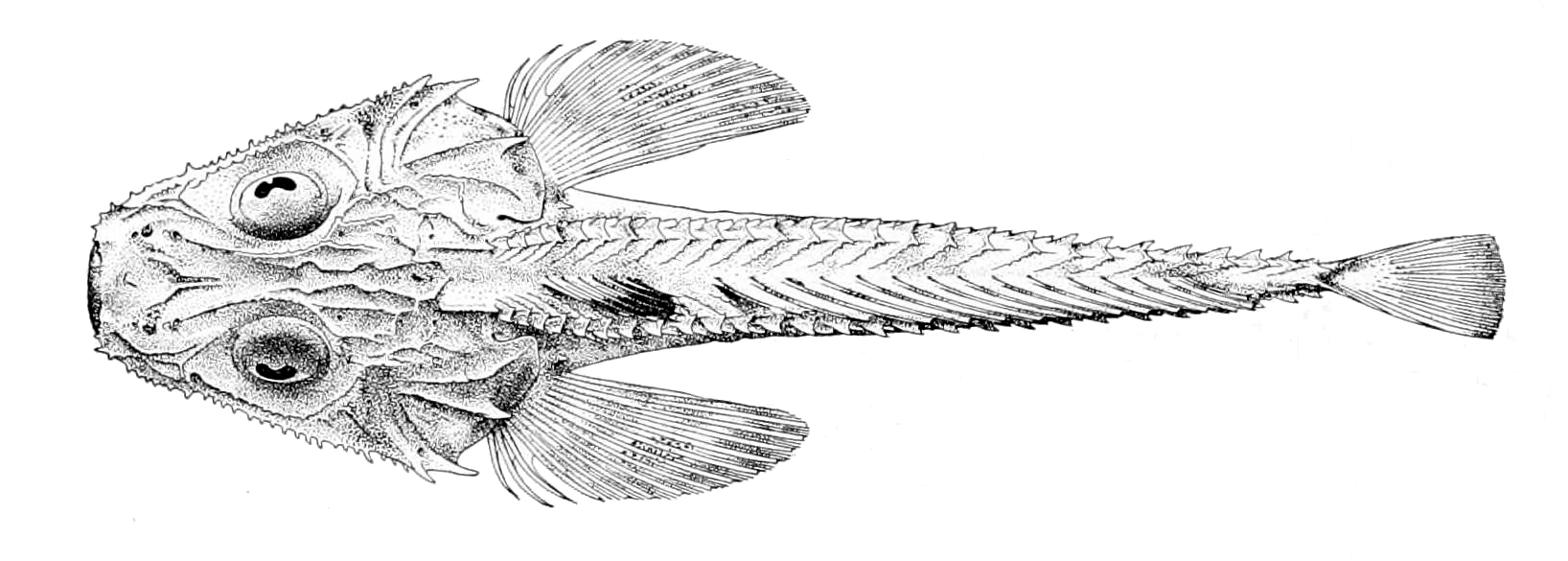
Hoplichthys platophrys

- Hoplichthys acanthopleurus Regan, 1908
- Hoplichthys citrinus Gilbert, 1905
- Hoplichthys fasciatus Matsubara, 1937
- Hoplichthys filamentosus Matsubara & Ochiai, 1950
- Hoplichthys gilberti Jordan & Richardson, 1908
- Hoplichthys haswelli McCulloch, 1907
- Hoplichthys imamurai Nagano et al., 2013
- Hoplichthys langsdorfii Cuvier, 1829
- Hoplichthys mcgroutheri Nagano, Imamura & Yabe, 2014
- Hoplichthys mimaseanus Nagano et al., 2013
- Hoplichthys prosemion Fowler, 1938
- Hoplichthys ogilbyi McCulloch, 1914
- Hoplichthys pectoralis (Fowler, 1943)
- Hoplichthys platophrys Gilbert, 1905
- Hoplichthys regani Jordan, 1908